# Cosenza Calcio 1991-1992
Questa pagina raccoglie le informazioni riguardanti il Cosenza Calcio nelle competizioni ufficiali della stagione 1991-1992.

## Stagione
Nella Stagione 1991-1992 il Cosenza, ancora affidato all'allenatore Edoardo Reja sfiora la promozione, persa all'ultima giornata e determinata dalla sconfitta (1-0) subita sul campo di Lecce. Un percorso di regolarità, quello tenuto dai silani in campionato, con 21 punti ottenuti tanto nell'andata che nel girone di ritorno. La volata finale, con Brescia, Pescara ed Ancona già promosse, il Cosenza l'ha giocata con l'Udinese, che con il colpo di reni, grazie alla vittoria ottenuta ad Ancona nell'ultima di campionato, si è presa la quarta piazza, che valeva la massima serie. Resta in casa calabrese la soddisfazione di aver disputato un campionato di primo piano. Nella Coppa Italia i rossoblù sono stati estromessi fin dal primo turno, nel doppio confronto, dalla Reggiana.

## Rosa
| N. |                   | Ruolo | Calciatore          |
| -- | ----------------- | ----- | ------------------- |
|    | Italia (bandiera) | C     | Angelo Aimo         |
|    | Italia (bandiera) | C     | Oberdan Biagioni    |
|    | Italia (bandiera) | D     | Andrea Bianchi      |
|    | Italia (bandiera) | D     | Walter Bianchi      |
|    | Italia (bandiera) | C     | Massimiliano Catena |
|    | Italia (bandiera) | A     | Giuseppe Compagno   |
|    | Italia (bandiera) | A     | Guglielmo Coppola   |
|    | Italia (bandiera) | C     | Luigi De Rosa       |
|    | Italia (bandiera) | D     | Angelo Deruggiero   |
|    | Italia (bandiera) | C     | Francesco Gazzaneo  |
|    | Italia (bandiera) | P     | Luca Graziani       |

| N. |                   | Ruolo | Calciatore            |
| -- | ----------------- | ----- | --------------------- |
|    | Italia (bandiera) | D     | Nicola Losacco        |
|    | Italia (bandiera) | A     | Francesco Macrì       |
|    | Italia (bandiera) | D     | Francesco Marino      |
|    | Italia (bandiera) | D     | Stefano Marra         |
|    | Italia (bandiera) | A     | Luigi Marulla         |
|    | Italia (bandiera) | D     | Claudio Maretti       |
|    | Italia (bandiera) | C     | Marco Moro            |
|    | Italia (bandiera) | D     | Ugo Napolitano        |
|    | Italia (bandiera) | C     | Ferdinando Signorelli |
|    | Italia (bandiera) | A     | Raffaele Solimeno     |
|    | Italia (bandiera) | P     | Giacomo Zunico        |

## Risultati

### Campionato

#### Girone di andata
| Arbitro: | Quartuccio (Torre Annunziata) |

|                           |           |                    |
| Detari 10’ Incocciati 63’ | Marcatori | 27’ (rig.) Marulla |

| Arbitro: | Guidi (Bologna) |

|              |           |           |
| Gazzaneo 15’ | Marcatori | 90’ Balbo |

| Arbitro: | Boemo (Cervignano del Friuli) |

|                         |           |  |
| Compagno 8’ Coppola 17’ | Marcatori |  |

| Arbitro: | Rodomonti (Teramo) |

|                            |           |                                   |
| Parpiglia 40’ Miggiano 71’ | Marcatori | 37’ Marulla 86’ (aut.) M. Ferrari |

| Arbitro: | Fucci (Salerno) |

|                           |           |          |
| Compagno 15’ Gazzaneo 31’ | Marcatori | 23’ Muro |

| Arbitro: | Merlino (Torre del Greco) |

|                    |           |             |
| Moz 39’ Caruso 71’ | Marcatori | 37’ Marulla |

| Reggio Emilia 13 ottobre 1991 7ª giornata | Reggiana        | 0 – 0 | Cosenza | Stadio Mirabello\| Arbitro: \| Dinelli (Lucca) \| |
| Arbitro:                                  | Dinelli (Lucca) |       |         |                                                   |

| Arbitro: | Brignoccoli (Ancona) |

|                              |           |  |
| Doni 40’ (aut.) Compagno 56’ | Marcatori |  |

| Arbitro: | Arena (Ercolano) |

|                |           |              |
| Carnasciali 4’ | Marcatori | 11’ Compagno |

| Cosenza 3 novembre 1991 10ª giornata | Cosenza       | 0 – 0 | Messina | Stadio San Vito\| Arbitro: \| Rosica (Roma) \| |
| Arbitro:                             | Rosica (Roma) |       |         |                                                |

| Arbitro: | De Angelis (Civitavecchia) |

|                                      |           |  |
| Maniero 50’ (rig.) Montrone 70’, 84’ | Marcatori |  |

| Arbitro: | Conocchiari (Macerata) |

|          |           |  |
| Lerda 2’ | Marcatori |  |

| Arbitro: | Amendolia (Messina) |

|                             |           |                         |
| L. De Rosa 33’ Solimeno 78’ | Marcatori | 44’ (rig.) M. Donatelli |

| Arbitro: | Trentalange (Torino) |

|                |           |                |
| Bortoluzzi 88’ | Marcatori | 66’ Signorelli |

| Arbitro: | Chiesa (Milano) |

|             |           |              |
| Biagioni 8’ | Marcatori | 62’ Sorbello |

| Arbitro: | Brignoccoli (Ancona) |

|  |           |              |
|  | Marcatori | 37’ Solimeno |

| Cosenza 22 dicembre 1991 17ª giornata | Cosenza                   | 0 – 0 | Ancona | Stadio San Vito\| Arbitro: \| Pezzella (Frattamaggiore) \| |
| Arbitro:                              | Pezzella (Frattamaggiore) |       |        |                                                            |

| Arbitro: | Collina (Bologna) |

|                |           |                    |
| Centofanti 66’ | Marcatori | 15’ (aut.) Cecconi |

| Arbitro: | Bazzoli (Merano) |

|                            |           |           |
| Marulla 43’ Napolitano 67’ | Marcatori | 90’ Maini |

#### Girone di ritorno
| Arbitro: | Fucci (Salerno) |

|  |           |            |
|  | Marcatori | 35’ Detari |

| Arbitro: | Lo Bello (Siracusa) |

|                         |           |                      |
| Dell'Anno 4’ Mattei 34’ | Marcatori | 58’ Marulla 87’ Aimo |

| Arbitro: | Cesari (Genova) |

|                                                          |           |  |
| Taccola 3’ Scarafoni 22’ (rig.), 61’ (rig.) Ferrante 45’ | Marcatori |  |

| Arbitro: | Scaramuzza (Mestre) |

|             |           |  |
| Marulla 31’ | Marcatori |  |

| Arbitro: | Beschin (Legnago) |

|             |           |                       |
| Turrini 66’ | Marcatori | 83’ (aut.) Bistazzoni |

| Arbitro: | Brignoccoli (Ancona) |

|                    |           |  |
| Vignoli 45’ (aut.) | Marcatori |  |

| Cosenza 15 marzo 1992 26ª giornata | Cosenza         | 0 – 0 | Reggiana | Stadio San Vito\| Arbitro: \| Bettin (Padova) \| |
| Arbitro:                           | Bettin (Padova) |       |          |                                                  |

| Arbitro: | Quartuccio (Torre Annunziata) |

|                     |           |              |
| De Vitis 65’ (rig.) | Marcatori | 57’ Compagno |

| Arbitro: | Arena (Ercolano) |

|                                     |           |          |
| Marulla 9’ Biagioni 45’ Losacco 87’ | Marcatori | 28’ Ganz |

| Arbitro: | Trentalange (Torino) |

|                           |           |  |
| Sacchetti 25’, 83’ (rig.) | Marcatori |  |

| Arbitro: | Conocchiari (Macerata) |

|                |           |  |
| Signorelli 74’ | Marcatori |  |

| Arbitro: | Rodomonti (Teramo) |

|          |           |  |
| Aimo 75’ | Marcatori |  |

| Arbitro: | Pairetto (Nichelino) |

|          |           |              |
| Paci 73’ | Marcatori | 90’ Compagno |

| Arbitro: | Mughetti (Cesena) |

|              |           |                    |
| Biagioni 56’ | Marcatori | 70’ (aut.) Maretti |

| Arbitro: | Ceccarini (Livorno) |

|                          |           |             |
| Nobile 49’, 86’ Bivi 50’ | Marcatori | 89’ Marulla |

| Arbitro: | Nicchi (Arezzo) |

|                  |           |  |
| Marulla 33’, 71’ | Marcatori |  |

| Ancona 31 maggio 1992 36ª giornata | Ancona          | 0 – 0 | Cosenza | Stadio Dorico\| Arbitro: \| Cesari (Genova) \| |
| Arbitro:                           | Cesari (Genova) |       |         |                                                |

| Arbitro: | Fabricatore (Roma) |

|                                 |           |  |
| Biagioni 25’, 60’ F. Marino 51’ | Marcatori |  |

| Arbitro: | Pezzella (Frattamaggiore) |

|           |           |  |
| Maini 81’ | Marcatori |  |

## Coppa Italia
| Arbitro: | Rodomonti (Teramo) |

|               |           |  |
| Ravanelli 68’ | Marcatori |  |

| Arbitro: | Quartuccio (Torre Annunziata) |

|                   |           |                    |
| Biagioni 46’, 58’ | Marcatori | 53’, 89’ Ravanelli |